# Malmö Flygindustri

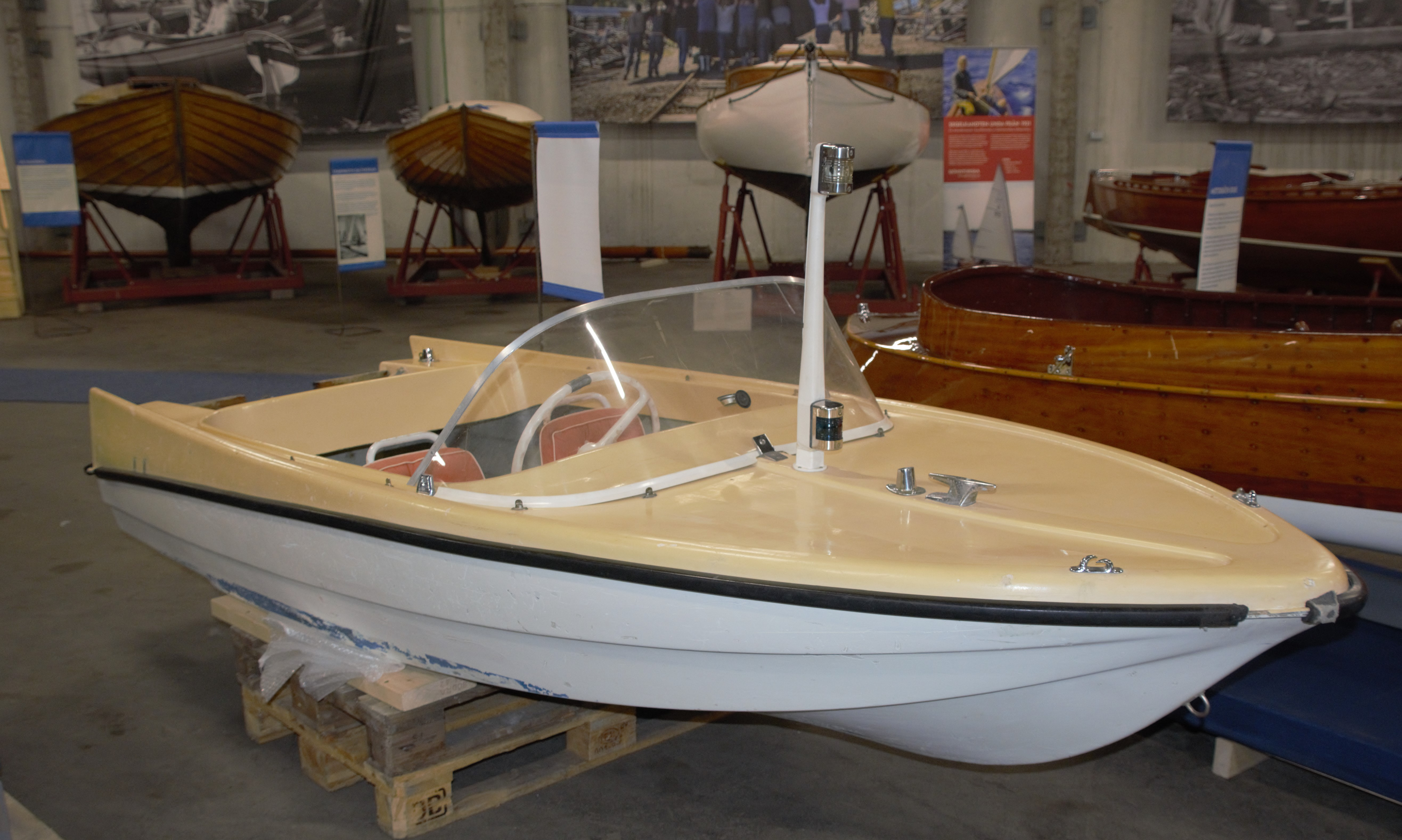
Flygfisken, ritad av Olle Enderlein och serietillverkad i glasfiberarmerad plast av Malmö Flygindustri omkring 1960.3,65 meter lång och 1,40 meter bred.

AB Malmö Flygindustri (kort: MFI) var ett svenskt industriföretag som utvecklade och producerade flygplan och senare också bilar. Malmö Flygindustri var också en pionjär i tillverkning av båtar i glasfiberarmerad polyester. Laurin 32 var en av de första serietillverkade fritidsbåtarna i detta material i Sverige.
Malmö Flygindustris rötter fanns i bolaget AB Flygindustri (AFI) som startade i Halmstad. Företaget köptes upp av Kockums Mekaniska Verkstad, som i juli 1952 ombildade företaget till AB Malmö Flygindustri, med den tidigare tekniska chefen Rudolf Abelin som verkställande direktör. I februari 1957 övertogs fabriken av Trelleborgs Gummifabriks AB, som önskade komplettera sitt företag med Malmö Flygindustris kunskaper om armerad plast. Eftersom huvudprodukten vid detta företag var utveckling av flygplan, såldes företaget vidare till SAAB i mars 1968.
Företaget var bland de första att arbeta med produkter i armerad plast. Man tillverkade bland annat den första bilkarossen i detta material till Volvo i början på 1950-talet samt SAAB:s konceptbil MFI-13, en bil som senare kom att bli förlaga för Saab Sonett. Bland övriga tillverkade produkter, som inte var relaterade till flygplan, kan räknas raketkapseln RK-57, samt kropp, vingar och container till Boforsroboten Bantam som i den svenska Försvarsmakten benämndes Robot 53.

## Flygplanstyper
MFI-9 är ett tvåsitsigt sport- och skolflygplan. Flygplanet konstruerades redan 1956 av Björn Andreasson och kom förutom i Malmö att licenstillverkas av Bölkow Apparatenbau i München samt i Pakistan. Modellen blev internationellt känd när Carl Gustaf von Rosen lät montera pansarvärnsraketer under vingarna och på kort tid slog ut stora delar av Nigerias flygvapen.
MFI-10 konstruerades av Ernst-August Wohlberg. Tre provflygplan tillverkades, men typen serietillverkades aldrig. Flygplanet var en föregångare när det gäller tillämpning av sandwich-kompositteknologi. Landstället var utfört i glasfiber.   
MFI-15 är ett flygplan, som togs fram för att på ett optimalt sätt lösa kraven på ett kombinerat skol- och nyttoflygplan att användas både civilt och militärt. Flygplanet kunde förses med sporrhjul eller noshjul och var en utveckling av MFI-9. Modellen blev känd när Carl Gustaf von Rosen genomförde matfällning i Etiopien 1974.

## MFI-produkter

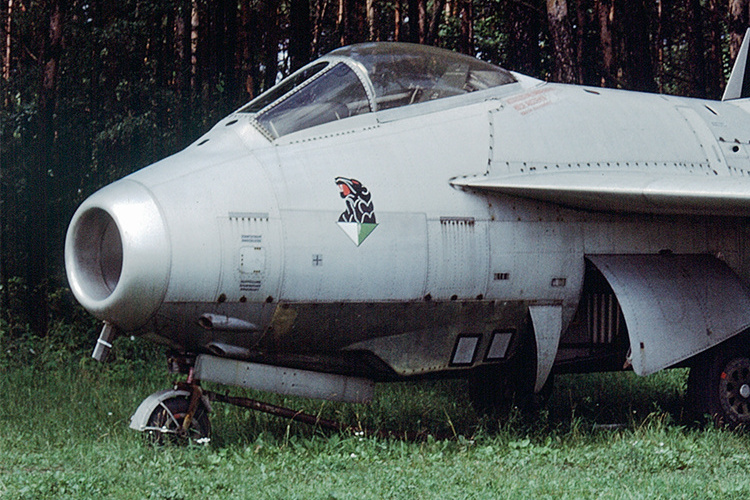
Spaningsbalja av Malmö Flygindustri hos en österrikisk Saab 29 Tunnan. Baljan tillätt de två vänstra automatkanonerna att ersättas med tre 70 mm Vinten-kameror för fotospaning.

- Saab 29 Tunnan-spaningsbalja (3 × 70 mm Vinten-kameror); 12 köpta av Österrike
- MFI-9 Junior/Militrainer
- MFI-10 Vipan
- MFI-13, en prototyp till Saab Sonett
- MFI-15 Safari
- MFI-17 Supporter